# 犬塚潔
犬塚 潔（いぬづか きよし、1957年 - ）は、三島由紀夫研究家。東京医科大学卒業の医師（形成外科）、医学博士。
三島由紀夫の資料を収集している。

## 著作
- 『三島由紀夫と死んだ男―森田必勝の生涯』（秀明大学出版会、2020年11月）
- 『三島由紀夫著『豊饒の海』の装幀の秘密』
- 『三島由紀夫と持丸博』（私家版）